# Eleição municipal de São Paulo em 1961
A eleição municipal da cidade de São Paulo em 1961 foi realizada em 26 de março de daquele ano para eleger o prefeito e o vice-prefeito.
Principal favorito do pleito, Francisco Prestes Maia, da UDN, venceu a disputa para prefeito com 462.635 votos (ou 49,37% dos votos válidos), bem a frente do segundo melhor colocado, Emílio Carlos, do PTN, que teve 232.008 votos (ou 24,76% dos votos válidos). Já para o vice-prefeito, José Freitas Nobre, do PSB, foi o mais votado, elegendo-se com 222.769 votos.
Os eleitos foram empossados em 8 de abril de 1961 para um mandato de quatro anos.

## Resultados

### Prefeito
| Candidato                 | Partido/Coligação        | Votos     | Porcentagem |
| ------------------------- | ------------------------ | --------- | ----------- |
| Francisco Prestes Maia    | UDN / PDC / PTB          | 462 635   | 49,37%      |
| Emílio Carlos             | PTN / PR / PRT           | 232 008   | 24,76%      |
| Cantídio Sampaio          | PSP / PSD                | 207 370   | 22,13%      |
| Anselmo Farabulini Júnior | PL                       | 31 824    | 3,40%       |
| Ruy Almeida Novaes        | PSB                      | 3 182     | 0,34%       |
| → Total de votos válidos  | → Total de votos válidos | 937 019   | 91,28%      |
| → Votos em branco         |                          |           |             |
| → Votos nulos             |                          |           |             |
| Total de votos            | Total de votos           | 1 026 588 | 100%        |
| Fonte(s):                 |                          |           |             |

| Partido | Partido | Candidato     | Votos   | Votos (%) |
| ------- | ------- | ------------- | ------- | --------- |
|         | UDN     | Prestes Maia  | 462 635 | 49,37%    |
|         | PTN     | Emílio Carlos | 232 008 | 24,76%    |
|         | PSP     | Sampaio       | 207 370 | 22,13%    |
|         | PL      | Farabulini    | 31 824  | 3,4%      |
|         | PSB     | Ruy           | 3 182   | 0,34%     |
| Totais  | Totais  | Totais        | 937 019 |           |

### Vice-prefeito
| Candidato                          | Partido/Coligação | Votos     |
| ---------------------------------- | ----------------- | --------- |
| Freitas Nobre                      | PSB               | 222 769   |
| Rio Branco Paranhos                | PTB               | 172 167   |
| (Capitão) Joaquim Leite de Almeida | PRT               | 122 164   |
| Pedro Antônio Fanganiello          | PSP               | 101 632   |
| Francisco Scalamandré Sobrinho     | UDN               | 98 573    |
| Luiz Glicério de Freitas           | PR                | 51 109    |
| Emílio Meneghini                   | PDC               | 28 744    |
| Votos em branco                    |                   |           |
| Votos nulos                        |                   |           |
| Total de votos                     | Total de votos    | 1 026 588 |
| Fonte(s):                          |                   |           |